# 广安州 (明朝)
廣安州，明朝时设置的州。
元代改寧西軍置廣安府，屬四川省順慶路，治所在渠江縣。明朝洪武四年（1371年）降为州，归属顺庆府，洪武十年（1377年）五月，以州治渠江县省入。下领四县：岳池县、渠县、邻水县、大竹县。清代因之，判词：繁。民国初年，全国废府州厅改县，改广安县。